# Lilian van Tol
Lilian van Tol (15 januari 1964) is een Nederlands voormalig langebaanschaatsster.
In 1996 schaatste van Tol samen met Janneke Dickhout, Lisette van Dijk, Sonja de Groot, Marjan Mager en Judith Rem en een wereldduurrecord.
In november 1987, reed Van Tol in Heerenveen een werelduurrecord van 34.507,30 meter, dat overigens niet door de ISU werd erkend. Van Tol was de eerste vrouw die het record op een binnenbaan reed, tot dan toe waren de recordpogingen op buitenbanen gedaan. Ruim 17 jaar later verbeterde Maria Sterk het record, mede dankzij de klapschaats.
In 1987 en 1988 startte Van Tol op de NK Afstanden – 5000 meter.

## Palmares
- 1987 - Nederlands Kampioen marathonschaatsen op kunst- (Heerenveen) en natuurijs (Eernewoude)
- 1988 - Nederlands Kampioen marathonschaatsen op kunstijs (Deventer)
- 1987 - Heerenveen Werelduurrecord van 34.507,30 meter
- 24 overwinningen op kunstijs

## Records

### Persoonlijke records[5]
| Afstand    | Tijd    | Datum             | Baan          |
| ---------- | ------- | ----------------- | ------------- |
| 500 meter  | 47,73   | 25 september 1998 | Calgary       |
| 1000 meter | 1.41,71 | 6 maart 1993      | Jaap Edenbaan |
| 1500 meter | 2.20,94 | 25 september 1998 | Calgary       |
| 3000 meter | 4.49,40 | 27 december 1987  | Utrecht       |
| 5000 meter | 7.59,10 | 15 januari 1988   | Heerenveen    |